# 친일파 708인 명단 - 군수산업 관련자
친일파 708인 명단 - 군수산업 관련자는 2002년 민족정기를 세우는 국회의원모임에서 발표한 친일파 708인 명단 가운데 군수산업 관련자 12명의 명단이다. 유형이 중복되는 경우에는 이름 옆에 해당 유형을 부기했다.

## 〈군수산업 관련자〉 목록
- 고원훈 (高元勳) : 조선항공공업주식회사 설립 - 중추원, 도지사, 도 참여관
- 고한승 (高漢承) : 송도항공기주식회사 사장
- 김연수 (金秊洙) : 비행기 헌납, 경방 사장 - 중추원, 기타
- 문명기 (文明琦) : 비행기 헌납
- 박두영 (朴斗榮) : 금강항공공업주식회사고문  - 중추원, 조선총독부 군인, 밀정
- 박흥식 (朴興植) : 조선비행기주식회사 설립 - 기타
- 방의석 (方義錫) : 애국기 2대 헌납 - 기타
- 배영춘 (裵永春) : 비행기 1대 헌납
- 백낙승 (白樂承) : 비행기 1대 헌납
- 신용욱 (愼鏞頊) : 비행기 헌납, 조선항공공업주식회사 사장 - 기타
- 이영개 (李英介) : 금강항공공업주식회사 대표 취체역
- 최주성 (崔周星) : 비행기 1대 헌납

## 같이 보기
- 민족문제연구소의 친일인명사전 수록예정자 명단 - 경제
- 대한민국 정부 발표 친일반민족행위자 명단 - 경제·사회